# Železniční trať Svor – Jablonné v Podještědí
Železniční trať Svor – Jablonné v Podještědí je bývalá železniční trať na severu České republiky, v Libereckém kraji, v okrese Česká Lípa o délce 17,1 km.

## Historie

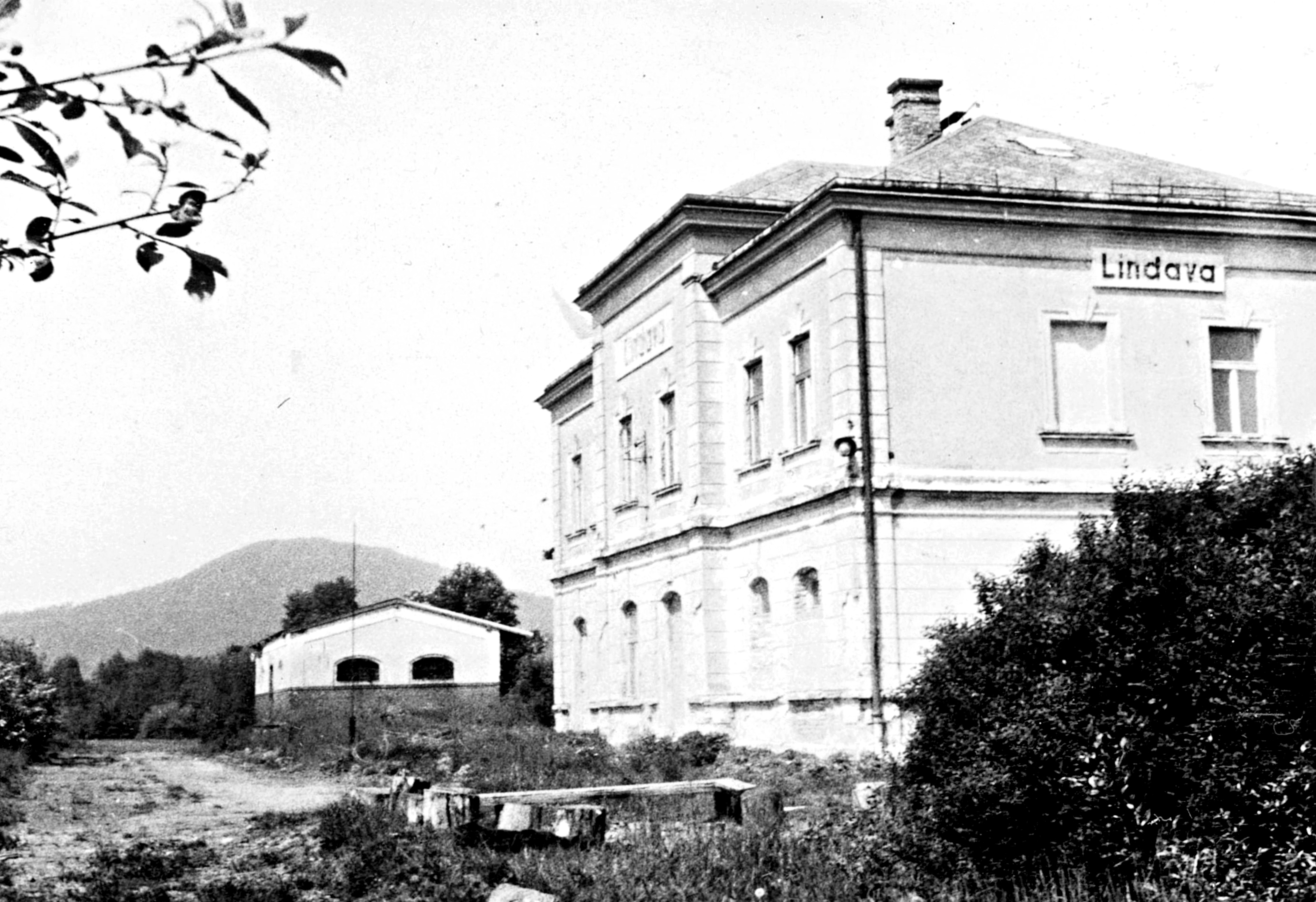
Nádraží v Lindavě v roce 1989

Trať byla vybudována Českou severní dráhou po dvou etapách. Úsek ze Svoru do Cvikova o délce 4,5 km byl zprovozněn 1. září 1886. Úsek ze Cvikova do Jablonného v Podještědí byl zprovozněn 7. října 1905.
Na trati byly stanice a zastávky od Svoru: Cvikov, Lindava, Kunratice u Cvikova, Heřmanice.
Ještě v 70. letech 20. století se úsek Cvikov – Jablonné v Podještědí dočkal pokládky nových kolejí. Trať se stala obětí rušení neefektivních tratí v 70. letech 20. století. V její neprospěch rozhodla velká sklonová náročnost se stoupáními a spády až 25 promile a hustá autobusová doprava ve stejném úseku. Osobní doprava byla zrušena dne 28. května 1973 se změnou jízdního řádu. Úsek Svor – Cvikov byl zrušen a byly z něj sneseny koleje v souvislosti se stavbou obchvatu Svoru v roce 1977. Úsek Cvikov – Jablonné v Podještědí byl do 31. května 1986 provozován jako vlečka.
Do současné doby je zachováno traťové těleso kromě úseku u Svoru, kde je přerušené silničním obchvatem. Stojí též původní nádražní budovy ve Cvikově, Lindavě a v Kunraticích.

## Značení
V průběhu let se označení spolu se změnami celé sítě tratí měnilo. V období 1939–1945 měla trať v jízdním řádu číslo 162, před zrušením osobní dopravy 8n.

## Galerie

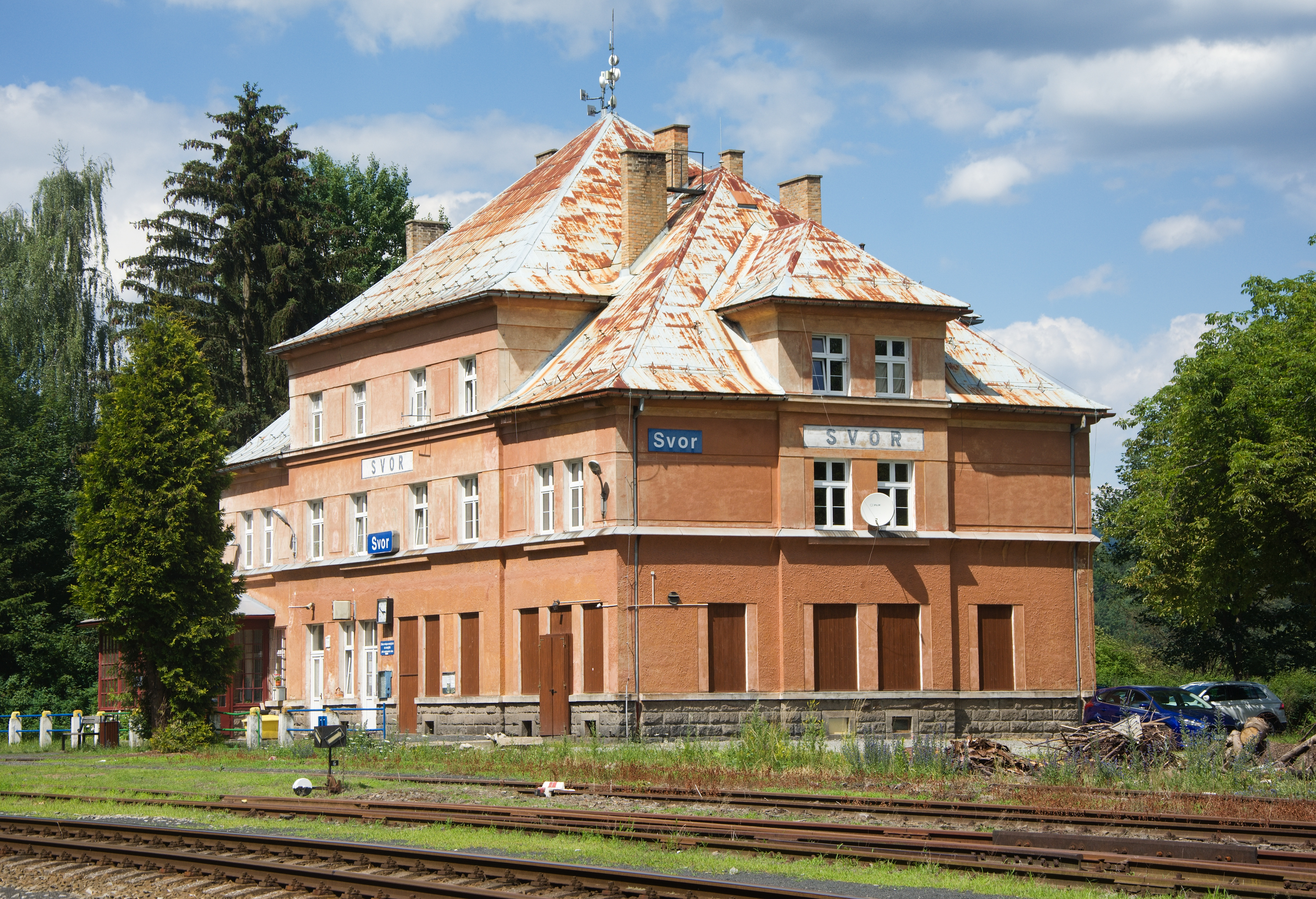
Svor
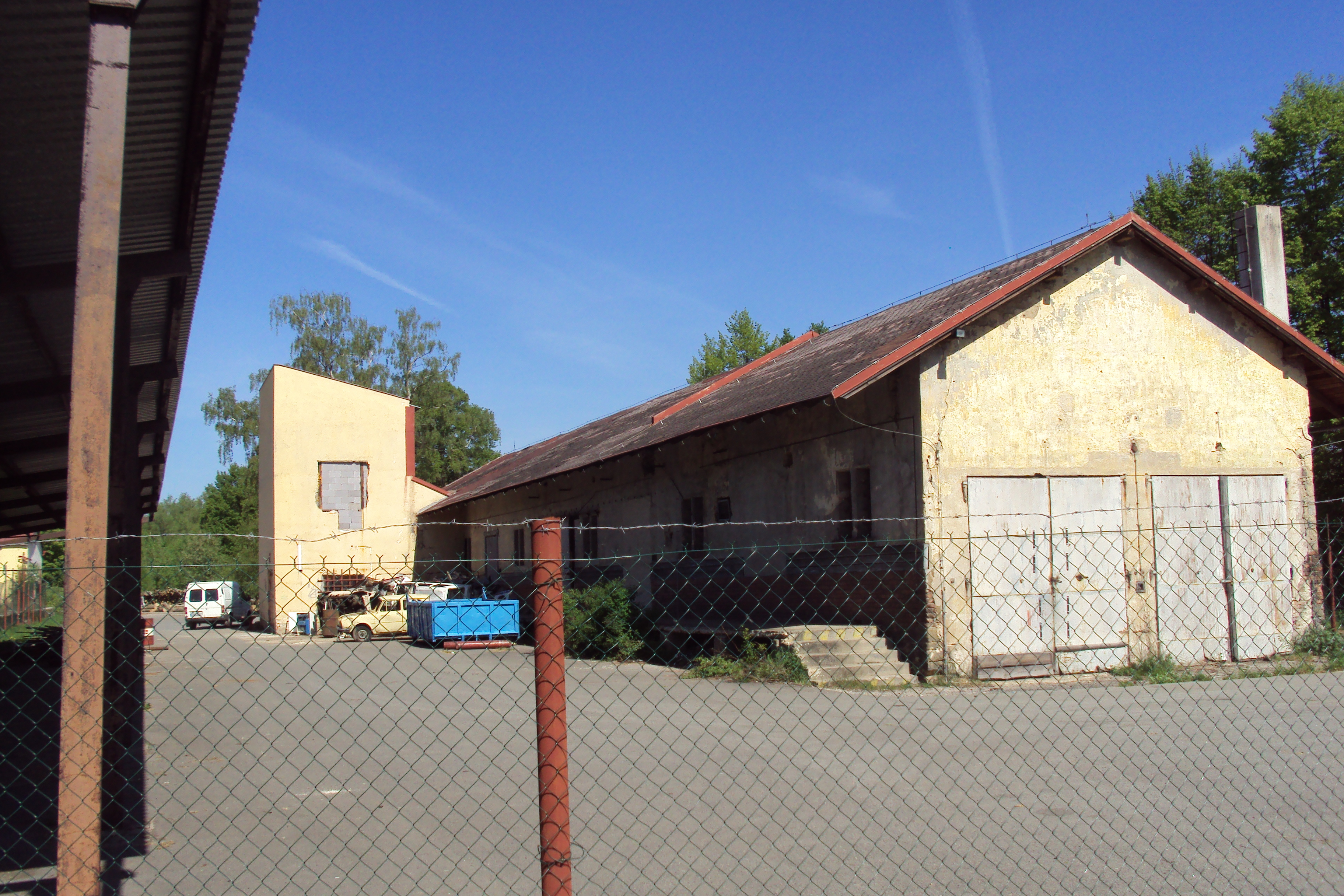
Cvikov (rok 2011)
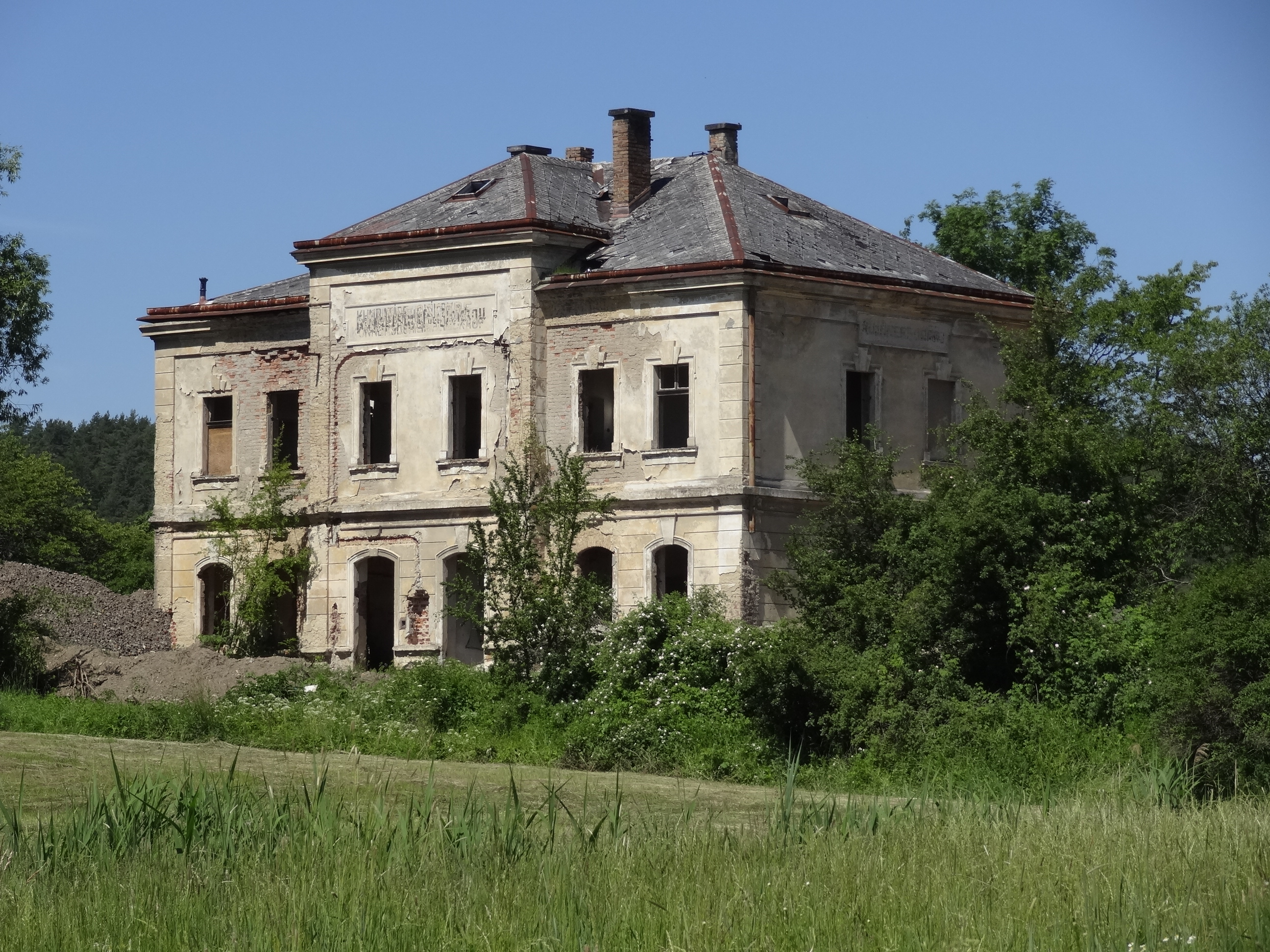
Kunratice u Cvikova (rok 2019)
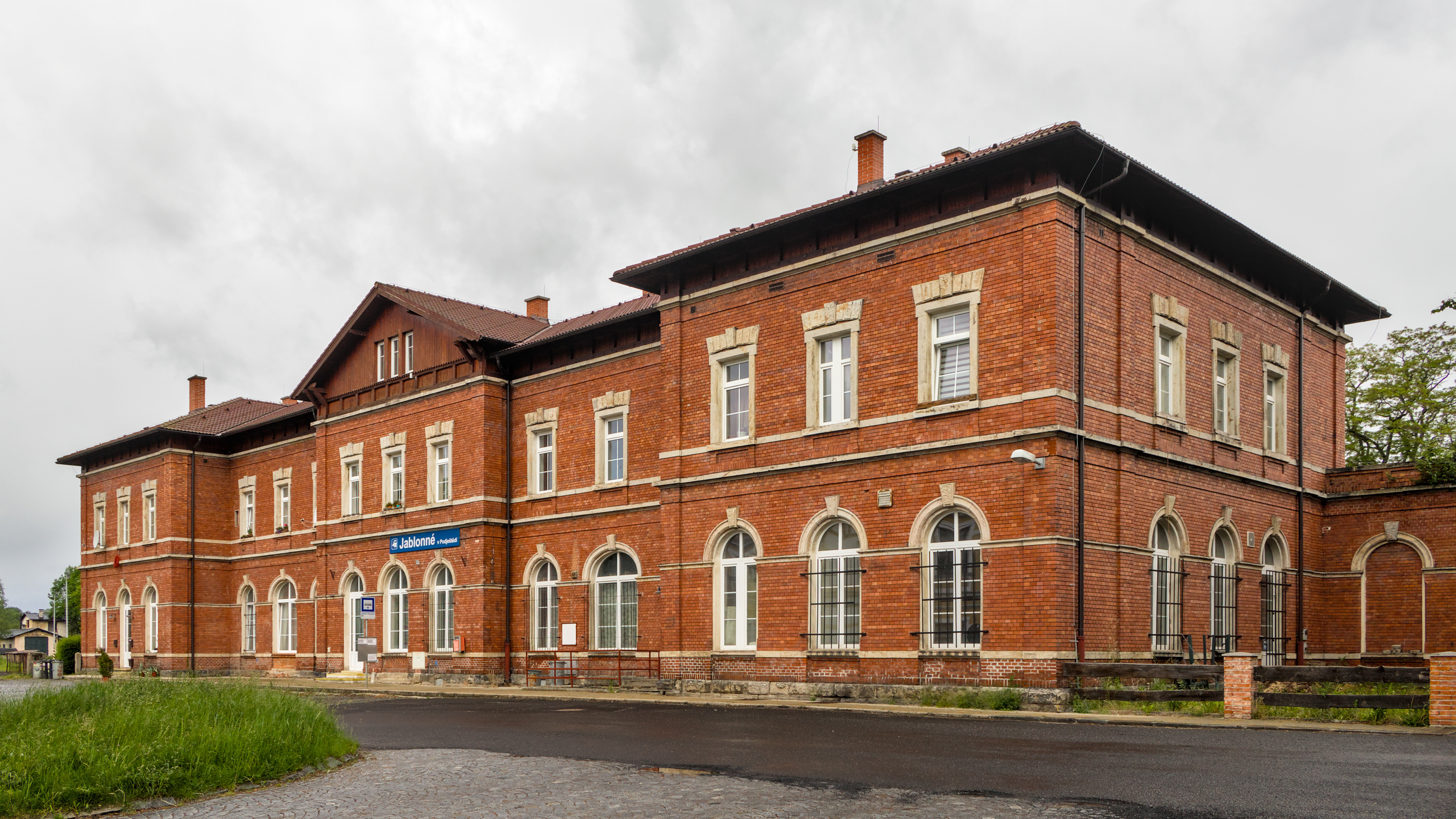
Jablonné v Podještědí